# ХК Загреб
КХЛ Загреб је хрватски хокејашки клуб из Загреба. Утакмице као домаћин игра у Дворани Велесајам, капацитета 500 места. Клуб се такмичи у Хокејашкој лиги Хрватске.

## Историја
КХЛ Загреб је основан 1982. године. Од осамостаљена Хрватске, почетком 90-их освојили су 4 титула државног првака. Највећи конкурент им је градски ривал КХЛ Медвешчак. Вепрови су познати по раду са млађим категоријама.

## Трофеји
- Хокејашка лига Хрватске:
  - Првак (4) :1991/92, 1992/93, 1993/94, 1995/96,